# Suphis inflatus
Suphis inflatus är en skalbaggsart som först beskrevs av Leconte 1863.  Suphis inflatus ingår i släktet Suphis och familjen grävdykare. Inga underarter finns listade i Catalogue of Life.